# Antoine de Lenoncourt
Pour les articles homonymes, voir Lenoncourt (homonymie).
Antoine de Lenoncourt né en 1559 et mort le 16 juillet 1636, est un ecclésiastique français, abbé de Beaupré et prieur de Lay et notamment connu pour son rôle en tant que primat de Lorraine entre 1606 et 1636. 

## Famille
Antoine de Lenoncourt est le fils de Bernardin II de Lenoncourt, seigneur de Gondrecourt, et de Claudine de Choiseul.

## Biographie
Antoine de Lenoncourt, né au sein d'une famille de haute noblesse de Lorraine, est très vite destiné à une carrière ecclésiastique. À l'âge de quatre ans, il obtient la commende du prieuré de Lay de la part de son oncle, Jean de Lenoncourt. Il reçut surement une éducation au sein de l'université de Pont-à-Mousson, alors confié à l'ordre des Jésuites. 
Il obtient par la suite différentes charges ecclésiastique de la part du cardinal Charles de Lorraine, fils du duc Charles III de Lorraine, comme le titre de grand chancelier de l'abbaye de Remiremont en 1589. Il rentre comme conseiller et gentilshommes de la Chambre au près du duc de Lorraine en 1599. Il obtient sa prêtrise en 1601. 
De par ces différents soutiens au près de la cour ducale lorraine, Antoine de Lenoncourt gravis les échelons ecclésiastiques et obtient en 1607 le titre de Primat de Lorraine, que le pape Clément VIII venait de créer en faveur du cardinal de Lorraine. En tant que primat, il chercha a développer la présence des Jésuites en Lorraine, en permettant notamment la création d'un collège et par le don de biens mobiliers. Il participa aussi au développement de la Congrégation Notre-Dame, en leur donnant un terrain afin de construire une abbaye, qui avaient pour missions l'enseignement des jeunes femmes.
Enfin, il mourut à l'âge de cinquante-trois ans, en 1636 d'une épidémie, surement de peste. Son corps fut inhumé dans la chapelle de la Passion au sein de l'église du noviciat des Jésuites.

## Armoiries
« D'argent, à la croix engrêlée de gueules »